# إناك ليونيسا
إناك ليونيسا (باليابانية: INAC神戸レオネッサ) هو نادي كرة قدم ياباني تأسس في 2001 ، يقع مقره الرئيسي في كوبه، ويلعب في الدوري الياباني لكرة القدم للسيدات.

## وصلات خارجية
- الموقع الرسمي